# Schloss Chambéry

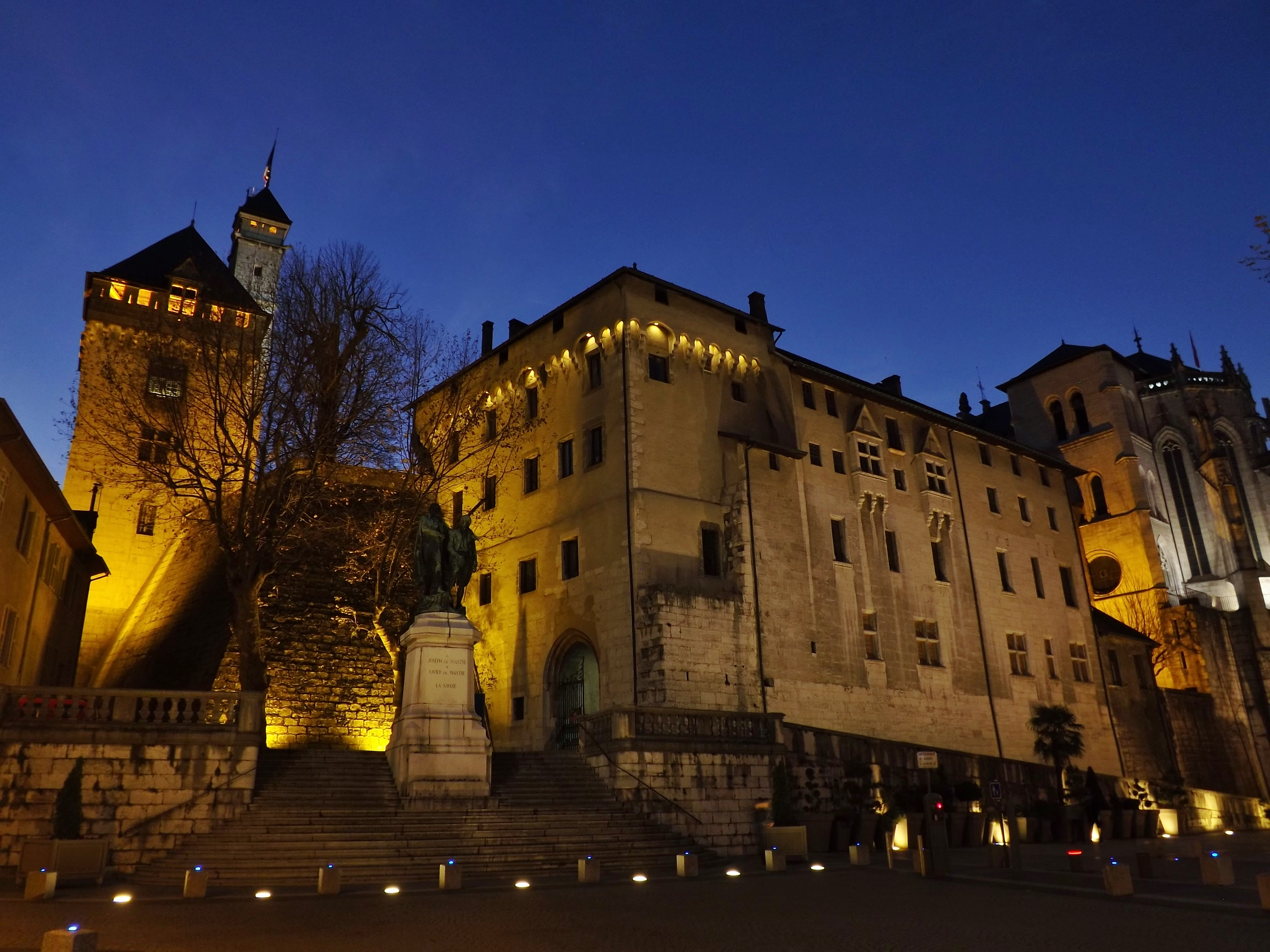
Château de Chambéry nachts (2015)

Das Schloss Chambéry ist eine alte Festungsanlage und ein Schloss der Herzöge von Savoyen aus dem 11. Jahrhundert. Es befindet sich in der Gemeinde Chambéry im Département Savoie in der Region Auvergne-Rhône-Alpes (Frankreich).

## Geschichte
Die Burg wurde im 11. Jahrhundert von den Herren von Chambéry erbaut. Graf Amadeus V. machte Chambéry 1295 zur Hauptstadt der Grafschaft Savoyen, welchen Status sie bis 1563 behielt. Das Schloss wurde seit dem 13. Jahrhundert mehrmals verändert, hat aber seither seine administrative Funktion immer beibehalten. In der Schlosskapelle Sainte-Chapelle wurde von 1502 bis 1578 das Heilige Grabtuch aufbewahrt. Beim Brand der Sainte-Chapelle am 4. Dezember 1532 wurde das Grabtuch beschädigt und trägt seitdem die heute sichtbaren Brandlöcher. 1578 ließ Herzog Emanuel Philibert von Savoyen die Reliquie von Chambéry in seine neue Residenzstadt Turin in den Turiner Dom überführen. In seinem Glockenturm wurde von der Gießerei Paccard in Sévrier ein großes Glockenspiel, das Glockenspiel „Saint-François de Sales“, installiert, das aus 70 Glocken besteht. Jeden ersten und dritten Samstag im Monat findet um 17.30 Uhr ein Konzert statt.
Zwischen 1536 und 1713 wurden Chambéry und dessen Schloss mehrfach von den Franzosen besetzt. Der Friede von Utrecht sprach es wieder Savoyen zu. 1730 ließ sich der König Viktor Amadeus II. von Sardinien, nachdem er die Regierung niedergelegt hatte, hier nieder. 1742 wurde Chambéry von einer französisch-spanischen Armee erobert. Von 1792 bis 1814 stand die Stadt erneut unter französischer Herrschaft und war Hauptort des Départements Mont-Blanc. Hatte der Erste Pariser Frieden vom 30. Mai 1814 Chambéry bei Frankreich gelassen; so kam es im Zweiten Pariser Frieden vom 20. November 1815 an Sardinien zurück. 1860 wurde es mit Savoyen endgültig an Frankreich abgetreten. Das Schloss beherbergt heute die Dienststellen der Präfektur Savoie, des Departementsrats Savoie und der Academie Savoie.
Das ehemalige Schloss der Herzöge von Savoyen wurde mit Beschluss vom 10. August 1881 unter Denkmalschutz gestellt, und der große Salon mit dem Louis-seize-Dekor wurde mit Beschluss vom 20. April 1960 unter Denkmalschutz gestellt. 